# Petr Bachna
Petr Bachna (* 8. ledna 1948 Praha) byl český politik, v 90. letech 20. století poslanec České národní rady a Poslanecké sněmovny za ODS.

## Biografie
Roku 1974 absolvoval Elektrotechnickou fakultu ČVUT. V letech 1974 - 1990 pracoval jako projektant.
Po sametové revoluci se zapojil do politiky. Byl aktivistou Občanského fóra. Ve volbách v roce 1992 byl zvolen za ODS do České národní rady (volební obvod Praha). Zasedal ve výboru pro veřejnou správu, regionální rozvoj a životní prostředí. Od vzniku samostatné České republiky v lednu 1993 byla ČNR transformována na Poslaneckou sněmovnu Parlamentu České republiky. Zde setrval do konce funkčního období, tedy do voleb v roce 1996.
V letech 1993-1996 zasedal jako náhradník v Parlamentním shromáždění Rady Evropy.
Po roce 1998 se uvádí jako člen Unie svobody. Angažoval se i v komunální politice. V komunálních volbách roku 1998 úspěšně kandidoval do zastupitelstva městské části Praha 1 za Unii svobody. Opětovně - tentokrát neúspěšně - kandidoval v komunálních volbách roku 2002. Profesně se uvádí jako poradce a konzultant. V lednu 2002 se zmiňuje na postu předsedy zastupitelů Unie svobody na Praze 1.